# Seminari Diocesà de Sant Miquel (Oriola)
El Seminari Diocesà de Sant Miquel va ser construït al segle xviii, en resposta a les previsions del Concili de Trento del segle xvi per a una adequada formació dels sacerdots i ministres de culte catòlic.
L'edifici del seminari va ser construït durant la primera meitat del segle xviii a instàncies del bisbe d'Oriola Juan Elías Gómez de Terán a l'esplanada del mont de San Miquel com a seminari de la diòcesi d'Oriola. En aquest mateix lloc es va alçar des del segle xvi un lloc d'oració. El seminari es va fundar amb el nom de Seminari Conciliar de la Immaculada Concepció i el Príncep Sant Miquel, i es va commutar en l'actualitat pel de Seminari Diocesà de Sant Miquel d'Oriola.

## Façana
Posseeix una gran façana principal, orientada al sud. Aquesta façana està exempta de decoració, a excepció de les obertures que creen un ritme cadenciós en tota ella. La decoració es redueix a la portada de l'edifici, obra de pedra picada i tallada que consta de tres cossos, està decorada amb motius heràldics i escenes de la Puríssima, sant Miquel i el Sagrat Cor de Jesús. Posseeix dues portades bessones i sobre ella s'obren dos finestrals coberts amb dos frontons corbs.
L'edifici és una construcció de tres altures i de planta rectangular, que és molt allargada a causa de les circumstàncies del lloc on es va construir.

## Interior
A l'interior s'acullen diverses estances com el saló d'entrada, decorada amb una escala que s'obri en dos trams que prossegueixen al voltant de la sala i deixen a la zona central una obertura. La volta del pis superior pot contemplar-se des del primer.
Aquest saló dona entrada a un llarg passadís on s'accedeix a la part de l'edifici de ponent que distribueix la planta baixa al voltant de dos patis.

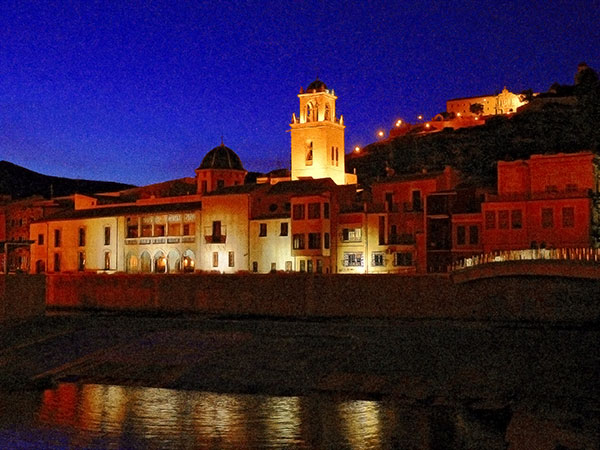
Vista nocturna de la torre de la Catedral, Palau Episcopal i el Seminari Diocesà (a la part alta de la muntanya).

## Església
El temple va ser construït al segle xviii en estil neoclàssic de dimensions mitjanes. Està presidit per la Immaculada Concepció, patrona del Seminari, obra realitzada pel català Ponsoda i Bravo i que al costat de la patrona de la diòcesi (Ntra. Sra. de Montserrat), és l'única que es troba coronada canònicament a Oriola.
El temple està decorat amb pintures d'autors com Bartolomé Albert. A més, destaquen els llenços d'escola barroca valenciana del segle xviii que decoren la sagristia.

## Altres estances

### Refectori
Una altra estança a destacar és el refectori del segle xviii amb una volta de mig punt dividida en trams per arcs faixons acanalats. Tota l'estança posseeix un sòcol de revestiment de rajola valenciana del segle xviii que reprodueix motius vegetals de colors grocs, verds, blaus i cobalts.

### Saló de Graus
També del segle xviii és el Saló de Graus. Cobert amb una volta de traceria imitant el gòtic anglés, en tercelets i amb claus en el seu encreuament. Els finestrals del saló segueixen aquest disseny de traceria amb formes ròmbiques i romboidals. Les portes d'accés al mateix són apuntades.

### Patis
El seminari disposa de tres patis. En un d'ells (Joan XXIII) es troba un bust de l'arquebisbe José García Goldáraz realitzat per José Sánchez Lozano.

### Biblioteca
Destaca la Biblioteca del Seminari pel seu important contingut bibliogràfic. Així, es constitueix en una de les biblioteques de major amplitud i importància del País Valencià quant a fons antic es refereix i en una de les biblioteques més importants dels Seminaris Conciliars.
El corpus documental que té a les seues dependències posseeix obres úniques. Així mateix, posseeix l'arxiu del Seminari Diocesà i el del Palau Episcopal, de manera que es constitueix en ell l'Arxiu Diocesà d'Oriola.
Entre els seus fons, posseeix nombrosos llibres de caràcter teològic i nombrosíssimes versions de la Bíblia, des d'incunables de 1472 (Venècia) i 1480 (Roma) fins a l'actualitat. Aquesta biblioteca va créixer a més de per l'adquisició del propi Seminari, per la cessió de sacerdots i bisbes de les seues biblioteques privades, tal com testifica l'existència d'exlibris en aquests compendis.
Ha estat sotmés a una important restauració el seu interior, des de l'any 1995. A més, tot el conjunt té la consideració de Bé de Rellevància Local des de 2007.

## Camp de concentració i presó
Acabada la Guerra Civil, el recinte va ser utilitzat pel bàndol vencedor com a camp de concentració de presoners republicans des d'abril fins a, almenys, l'agost de 1939. Allí va ser assassinat, entre d'altres, l'exdiputat socialista Antonio Mairal. Posteriorment, es va convertir en centre de reclusió depenent de la Direcció general de Presons de la dictadura franquista.